# Яновець-Весь
Яновець-Весь (пол. Janowiec-Wieś, нім. Janowitz-Ost) — село в Польщі, у гміні Яновець-Велькопольський Жнінського повіту Куявсько-Поморського воєводства.
Населення — 96 осіб (2011).
У 1975-1998 роках село належало до Бидгощського воєводства.

## Демографія
Демографічна структура станом на 31 березня 2011 року:
|          | Загалом | Допрацездатний вік | Працездатний вік | Постпрацездатний вік |
| -------- | ------- | ------------------ | ---------------- | -------------------- |
| Чоловіки | 48      | 14                 | 31               | 3                    |
| Жінки    | 48      | 6                  | 35               | 7                    |
| Разом    | 96      | 20                 | 66               | 10                   |